# Indonesia AirAsia
PT. Indonesia AirAsia (действующая как Indonesia AirAsia) — индонезийское подразделение малайской бюджетной авиакомпании AirAsia, базирующаяся в Джакарте. Выполняет внутренние и международные рейсы из аэропорта Сукарно-Хатта в Джакарте и других аэропортов страны.
В течение нескольких лет вплоть до июля 2010 года Indonesia AirAsia в числе ряда индонезийских перевозчиков находилась в списке авиакомпаний с запретом на полёты в страны Евросоюза.
С 15 апреля 2009 года обслуживание всех внутренних рейсов AirAsia в международном аэропорту Сукарно-Хатта было перенесено в новый терминал 3, однако международные маршруты остались в старом терминале 2D.

## Флот
Воздушный флот авиакомпании состоит только из самолётов Airbus A320. По состоянию на декабрь 2014 года средний возраст авиапарка составляет 4.5 года.

## Происшествия
- 28 декабря 2014 года самолёт Airbus A320 авиакомпании Indonesia AirAsia с регистрационным номером PK-AXC потерпел катастрофу в Яванском море, между островами Ява и Калимантан. На борту было 162 человека.